# Protocodium
Protocodium sinense
Genre
Espèce
Protocodium est un genre fossile d'algues vertes de la famille des Codiaceae. 
Le fossile, une cellule cénocytaire tridimensionnelle, a été identifié dans la formation de Dengying (en) (biote de Gaojiashan) datant de l'Édiacarain supérieur (âgé d'au moins 541 Ma) du sud du Shaanxi en Chine.
L'espèce type est Protocodium sinense et, en 2022, le genre est monotypique.

## Description
Protocodium est une algue verte (et donc photosynthétique) unicellulaire vraisemblablement apparentée au genre Codium. Il s'agit du plus ancien fossile tridimensionnel d'algue verte connu. L'analyse de sa structure interne permet d'identifier le nouveau spécimen avec beaucoup de précision.

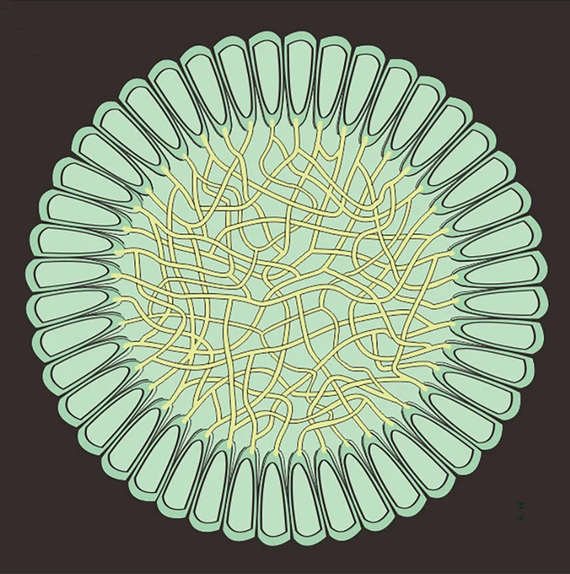
Recontitition de Protocodium sinense.

Ce fossile prédate l'explosion cambrienne, ce qui le place non loin de la base des premiers écosystèmes terrestres. On rappelle que d'un point de vue évolutif, les algues vertes et les plantes terrestres partagent un ancêtre commun. Il fournit de ce fait un éclairage nouveau sur la diversification précoce du règne végétal.
Selon Cédric Aria, coauteur de l'étude, « Protocodium appartient à une lignée connue d'algues vertes et possède une architecture étonnamment moderne, montrant que ces algues étaient déjà bien diversifiées avant la fin de l'édiacarain. Sa découverte touche à l'origine de tout le règne végétal et donne un nom familier aux organismes qui ont précédé l'explosion cambrienne, il y a un demi-milliard d'années lorsqu'ont émergé les premiers écosystèmes modernes du monde. »

## Publication originale
(en) Shu Chai, Cédric Aria & Hong Hua, « A stem group Codium alga from the latest Ediacaran of South China provides taxonomic insight into the early diversification of the plant kingdom », BMC Biology, BMC et Springer Science+Business Media, vol. 20, no 199,‎ 21 septembre 2022 (ISSN 1741-7007, DOI 10.1186/S12915-022-01394-0).